# Побужаны
Побужаны (укр. Побужани) — село в Бусской городской общине Золочевского района Львовской области Украины.
Население по переписи 2001 года составляло 1040 человек. Занимает площадь 4,438 км². Почтовый индекс — 80513. Телефонный код — 3264.

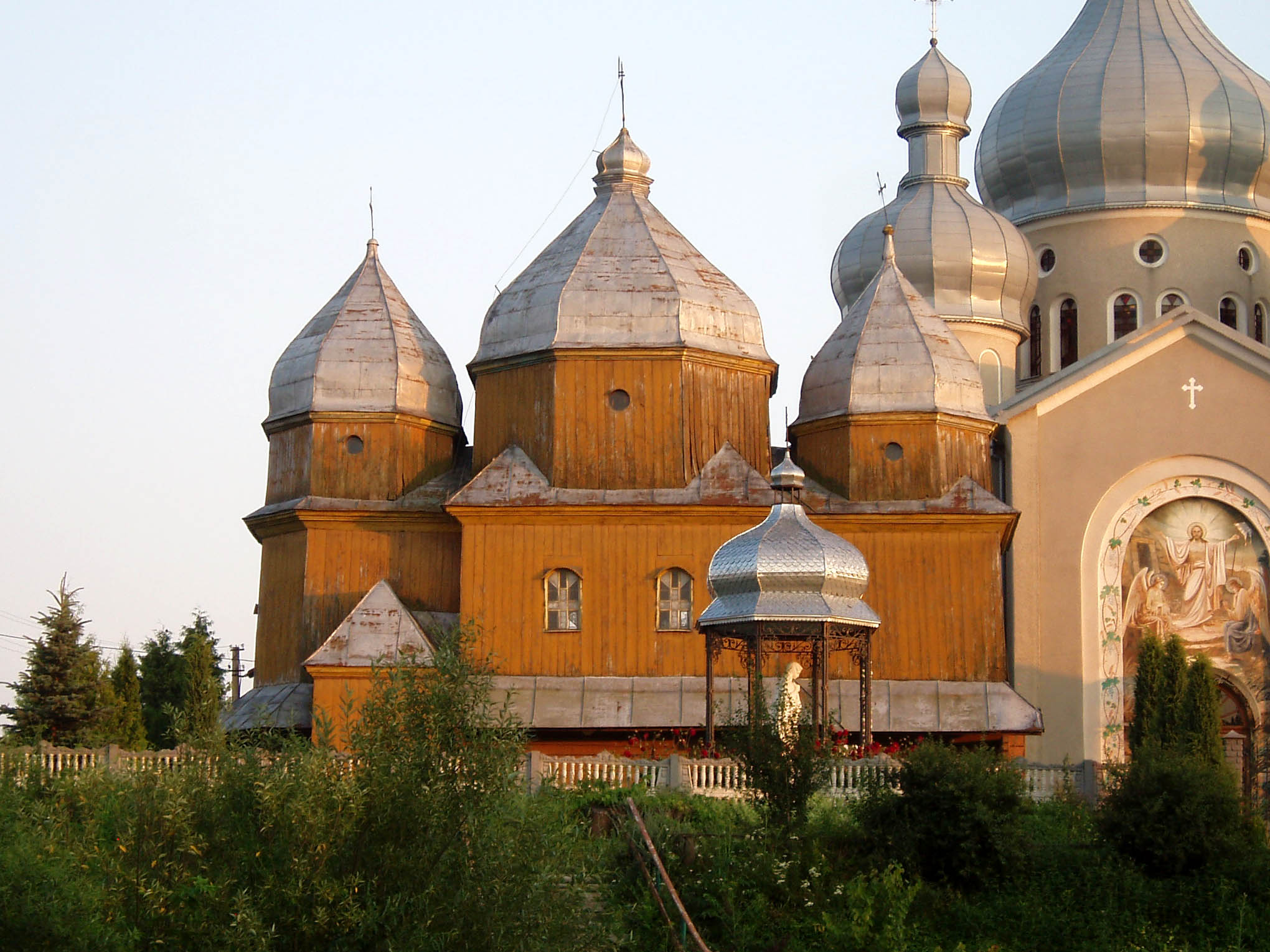
Воскресенская церковь, 1777